# ジュピット
株式会社ジュピット（Jupit Inc.）は、かつてコンピューターゲームソフトウェアの企画・開発・販売及びこれらの受託を主な事業内容としていた日本の企業。

## 概要
2006年8月に株式会社ウェブステーションとして設立。2016年1月に現在の商号に変更。スマートフォン用ゲームアプリを主体とし、自社開発の他にも、アニメデザイン業者や3DCGなどの映像制作業者などにも開発を委託して作品のリリースを行っていた。
2013年にリリースされた『ヤマトクロニクル覚醒』と2015年にリリースされた『初恋の歌』の2タイトルが好調に推移したこともあり、2016年3月期には7億1003万円の売上があった。2017年3月期の売上は5億8094万円にまで落ち込んだ。
2017年11月に『エターナルリンケージ〜蒼穹のアムネシア〜』をリリースしたため、2018年3月期の売上が約7億8600万円までに回復したが、既存タイトルの利用者の減少に伴う課金収入の減少、開発に伴う金融機関の借入負担、開発人員の不足などで経営が悪化。このため、2019年2月に『ヤマトクロニクル覚醒』の運営権をDigital monkeyへ移管させるなどして経営改善を図ったが、2019年3月期は売上高が約4億4600万円までに落ち込み、最終赤字となったと同時に債務超過に転落した。
『エターナルリンケージ〜蒼穹のアムネシア〜』は2019年4月にサービスが終了。2019年6月には『剣と天秤のディテクタシー』をリリースさせたが、同年10月にわずか4ヶ月でサービスが終了した。『剣と天秤のディテクタシー』のサービス終了後の動向が注目されていたが、同年12月11日に東京地方裁判所から破産手続開始決定を受けた。負債総額は4億7684万円。そして2020年11月11日に法人格が消滅した。

## 主なタイトル
経営破綻時に配信していたタイトル
- 初恋の歌

経営破綻前にに配信終了もしくは他社へ運営権が移管されたタイトル
- ヤマトクロニクル覚醒 - 2019年2月にDigital monkeyへ運営移管
- エターナルリンケージ〜蒼穹のアムネシア〜 - 2019年4月サービス終了
- 剣と天秤のディテクタシー - 2019年10月サービス終了